# Марцинковський Володимир Альбінович
Володи́мир Альбі́нович Марцинко́вський (25 листопада 1926, с. Шепетівка Хмельницької області, Україна)  -помер 2021, Суми)— український фахівець у галузі динаміки та міцності машин. Доктор технічних наук, професор (1978). Заслужений діяч науки і техніки України (1997). Заслужений професор Сумського державного університету, Doctor Honoris Causa Свентокшиської політехніки (м. Кельці, Польща)

## Життєпис
Марцинковський Володимир Альбінович народився 25 листопада 1926 р. у місті Шепетівка Хмельницької області. У червні 1941 р. закінчив 7 класів школи № 41 міста Шепетівка. З вересня 1941 р. по жовтень 1942 р. працював молотобійцем у кузні, з жовтня 1942 р. по грудень 1943 р. працював лісорубом у лісництві. 19 січня 1944 р. був відправлений німцями до Німеччини, у табір для остарбайтерів, де працював у паровозному депо на розвантаженні вугілля, а із серпня 1944 р. — кочегаром на паровозі. У грудні 1944 р. посаджений в одиночну камеру в'язниці в м. Цвикау, звідки був звільнений напівживим 16 квітня 1945 р. Після звільнення перебрався до Східної Зони, і 15 травня 1945 р. призваний польовим військкоматом у м. Пірна (Німеччина) у Радянську Армію. Службу проходив водієм (після закінчення короткочасних курсів) у Німеччині, Чехословаччині, Угорщині, Болгарії, а із травня 1948 р. — у Ленінграді. Після демобілізації працював кочегаром у котельні в м. Ленінграді до липня 1951 р. В 1951 р. Володимир Альбінович вступив на інженерно-фізичний факультет Харківського політехнічного інституту за спеціальністю «Динаміка та міцність машин». Закінчив навчання з відзнакою в 1957 р. Під час навчання працював за сумісництвом вчителем фізики у середній школі робітничої молоді № 32 м. Харкова. З 1957 до 1960 р. працював науковим співробітником Лабораторії гідромашин АН України (нині — Інститут проблем машинобудування імені А. М. Підгорного НАН України) у Харкові. У 1960—1966 рр. керівник розрахунково-експериментального відділу, заступник головного інженера з наукової роботи Спеціального конструкторського бюро живильних насосів (СКБ ЖН) у Сумах. Брав безпосередню участь у розробці конструкцій, виготовленні та доведенні живильних і конденсатних насосів для енергоблоків потужністю 250—800 МВт теплових та блоків ВВЕР-1000 атомних електростанцій.
Відповідав за міцність, вібраційний стан та герметичність насосного устаткування, у тому числі і габаритних насосів для магістральних нафтопроводів. Деякі результати цих робіт лягли в основу кандидатської дисертації, захищеної без відриву від виробництва у 1964 р. У 1966 р. обраний на посаду завідуючого кафедрою теоретичної механіки Сумської філії Харківського політехнічного інституту, перейменованої на кафедру загальної механіки та динаміки машин після перетворення філії в Сумський державний університет. У цей час займався розробкою головних циркуляційних насосів для атомних енергоблоків з водо-водяними енергетичними реакторами потужністю 1000 МВт. За підсумками досліджень статичних та динамічних характеристик різних типів безконтактних ущільнень роторів у 1974 р. захистив докторську дисертацію, у 1976 р. присвоєно звання професора. У 1981 р. проф. В. А. Марцинковським при керованій ним кафедрі Міністерством хімічного та нафтового машинобудування СРСР створена галузева науково-дослідна лабораторія вібронадійності, в якій виконувалися об'ємні роботи за замовленням провідних підприємств ракетно-космічної галузі, теплової і атомної енергетики, трубопровідного транспорту. У 1992 р. на кафедрі розпочато підготовку спеціалістів та магістрів за фахом «Динаміка і міцність». Для нової спеціальності проф. В. А. Марцинковський розробив і читав курси лекцій з теорії коливань лінійних та нелінійних систем, гідроаеромеханіки, теорії автоматичного управління та ін. На підставі результатів досліджень проблем герметизації В. А. Марцинковський створив основи нової наукової дисципліни — гермомеханіки, синтезуючої досягнення таких фундаментальних наук, як гідро- та газодинаміка, теорія коливань, теорія пружності, гідроаеропружність, теорія автоматичного управління, матеріалознавство, трибомеханіка. Великий вплив на розвиток насосо- і компресоробудування мають міжнародні науково-технічні конференції «Герметичність, вібронадійність та екологічна безпека насосів і компресорів — ГЕРВІКОН», організатором та незмінним головою оргкомітету яких є В. А. Марцинковський. Конференції проводяться раз на три роки. З 1995 р. голова спеціалізованої ради; головний редактор серії «Технічні науки» Вісника Сумського держуніверситету; науковий керівник Проблемної лабораторії вібронадійності та герметичності. В. А. Марцинковський був науковим консультантом 6 докторських і науковим керівником 22 кандидатських дисертацій. Автор більше 270 наукових публікацій, з них 9 монографій. Має 59 авторських свідоцтв і патентів.
Помер в 2021 році.

## Наукові здобутки
- 28 червня 1974 року захистив докторську дисертацію за спеціальністю «Гідравлічні машини та гідропневмоагрегати».
- 7 квітня 1978 року ВАК СРСР надав Марцинковському Володимиру Альбіновичу вчене звання професора.
- У 1997 році йому присвоєне звання «Заслужений діяч науки і техніки України»
- 9 грудня 2004 року він отримав звання почесного професора Сумського державного університету.
- У 2010 році він отримав звання доктора honoris causa Технологічного університету м. Кельці, Польща.

## Нагороди
- Орден «Знак Пошани»
- Почесний знак МОН України «За наукові досягнення»
- Міжнародна нагорода журналу «Насоси і насосне обладнання», (Польща (2009)

## Основні публікації
- Марцинковский В. А. Бесконтактные уплотнения роторных машин М.: Машиностроение, 1980.- 200 с.
- Марцинковский В. А. Вибрации роторов центробежных машин: в 2-х кн. Кн.1: Гидродинамика дросселирующих каналов.— Сумы: СумГУ, 2002.— 337 с.
- Марцинковский В. А. Гидродинамика и прочность центробежных насосов.— М.: Машиностроение, 1970.— 272 с.
- Марцинковский В. А. Динамика роторов центробежных машин: монография.— Сумы: СумГУ, 2012.— 563 с. [Архівовано 5 березня 2016 у Wayback Machine.]
- Марцинковский В. А. Основы динамики роторов: монография.— Сумы: СумГУ, 2009.— 307 с.
- Марцинковский В. А. Щелевые уплотнения: теория и практика.— Сумы: СумГУ, 2005.— 416 с.
- Марцинковский В. А., Ворона П. Н. Насосы атомных электростанций.— М.: Энергоатомиздат, 1987.— 256 с.